# Петров, Игорь Михайлович
Игорь Михайлович Петров (13 мая 1910, Санкт-Петербург — 18 января 1980) — советский архитектор, главный архитектор Главного ботанического сада РАН, ряда павильонов ВДНХ (ВДНХ).

## Биография
Родился в Санкт-Петербурге в 13 мая 1910 года. В 1934 году с отличием окончил Ленинградский институт инженеров коммунального строительства. Работал главным архитектором проектного бюро треста «Госзеленстрой», подведомственного Народному комиссариату коммунального хозяйства. Был членом Главного выставочного исполнительного комитета ВСХВ. В 1938 году вступил в Союз архитекторов СССР. Член КПСС с 1940 года.
Во время Великой Отечественной войны трудился в различных организациях, занимающихся проектированием.
С 1945 года руководил проектной мастерской «Академпроекта» Академии Наук СССР под патронажем А. В. Щусева. В этот период основным видом его деятельности стало проектирование и строительство Главного ботанического сада.
Работал в ГБС Академии наук СССР, на ВСХВ. Преподавал в Московском архитектурном институте.
В 1955 году защитил кандидатскую диссертацию «Основные вопросы композиции ботанических садов».
Жил в посёлке физиков в Черёмушках. Умер 18 января 1980 года.

## Работы
- Главный вход ВСХВ (ВДНХ)
- Главный ботанический сад[3]
- Павильон «Крым»[3]
- Павильон «Охота и звероводство»[3]
- Павильон Казахской ССР[3]
- Фонтан «Колос»[3]
- Институты Академии наук СССР[3]
- ПКиО в Магнитогорске[3]

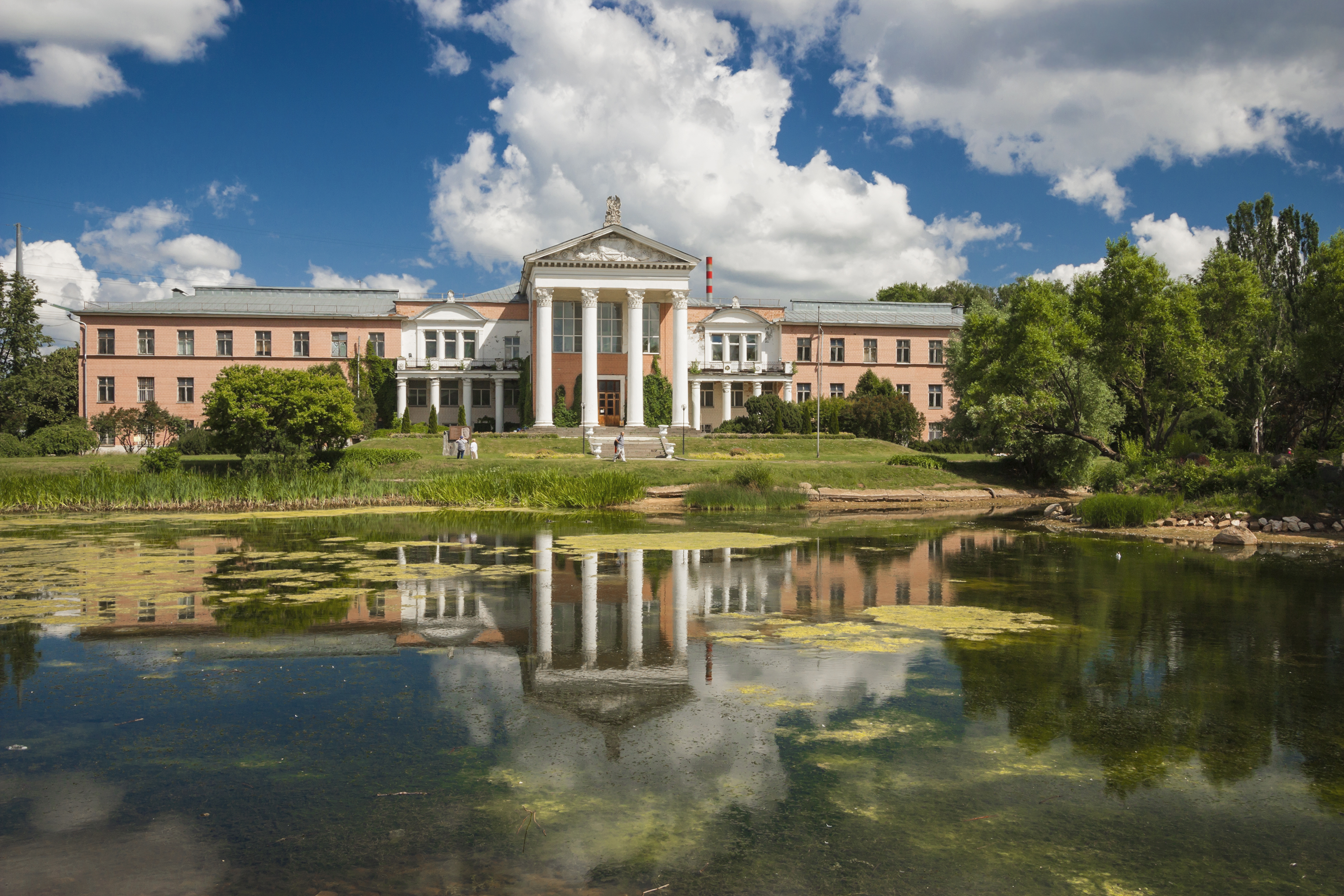
Ботанический сад РАН

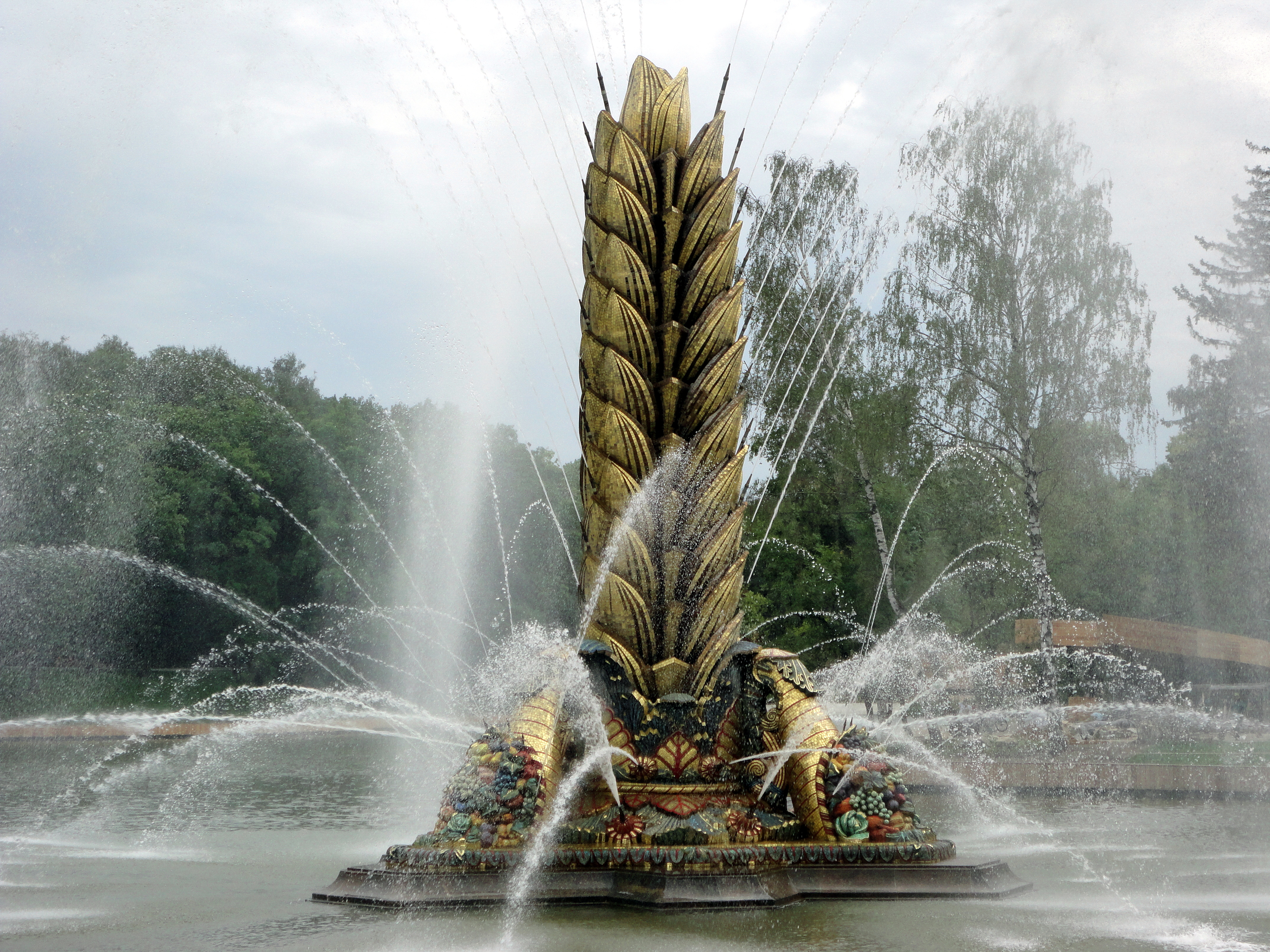
Фонтан «Золотой колос»

- ПКиО Сокольники (совместно с Л. С. Залесской)[3]
- ПКиО в Асбесте[3]
- ПКиО в Кисловодске[3]
- ПКиО в Ессентуках[3]